# Leptopogon superciliaris
A Leptopogon superciliaris a madarak (Aves) osztályának verébalakúak (Passeriformes) rendjébe és a királygébicsfélék (Tyrannidae) családjába tartozó faj.

## Rendszerezése
A fajt Johann Jakob von Tschudi svájci ornitológus, természettudós és diplomata írta le 1844-ben.

## Alfajai
- Leptopogon superciliaris albidiventer Hellmayr, 1918
- Leptopogon superciliaris hellmayri Griscom, 1929
- Leptopogon superciliaris pariae Phelps & Phelps, 1949
- Leptopogon superciliaris poliocephalus Cabanis & Heine, 1859
- Leptopogon superciliaris superciliaris Tschudi, 1844
- Leptopogon superciliaris transandinus Berlepsch & Taczanowski, 1884
- Leptopogon superciliaris venezuelensis Hartert & Goodson, 1917[2]

## Előfordulása
Costa Rica, Panama, Trinidad és Tobago, valamint Ecuador, Kolumbia és Venezuela területén honos.
Természetes élőhelyei a szubtrópusi és trópusi síkvidéki és hegyi esőerdők, folyók és patakok környékén. Állandó, nem vonuló faj.

## Megjelenése
Testhossza 13 centiméter.

## Természetvédelmi helyzete
Az elterjedési területe rendkívül nagy, egyedszáma ugyan csökken, de még nem éri el a kritikus szintet. A Természetvédelmi Világszövetség Vörös listáján nem fenyegetett fajként szerepel.